# Торрес, Корайма
Кора́йма Алеха́ндра То́ррес Ди́ас (исп. Coraima Alejandra Torres Díaz; род. 6 июня 1973, Валенсия, Венесуэла) — венесуэльская актриса, получившая мировую известность после главной роли в сериале «Кассандра».

## Биография
Родилась 6 июня 1973 года в венесуэльском городе Валенсия. Свою актёрскую карьеру она начала в Венесуэле в конце 1980-х годов, сыграв свои первые роли в теленовеллах «Гардения» и «Жаворонок». Первую главную роль Торрес сыграла в 1992 году в получившей широкую известность теленовелле «Кассандра», которая была переведена на 32 языка и показана в 100 странах. После «Кассандры» Торрес переехала в Колумбию, где играла главную роль в теленовелле «Мечты и зеркала». Её партнером в этой теленовелле был колумбийский актёр Николас Монтеро, за которого она в 1996 года вышла замуж.
Также играла в мини-сериале «Близнецы» и в венесуэльской теленовелле «В поисках истины». После она работала в Перу и Аргентине, где снималась в трёх теленовеллах: «Мария Эмилия, любимая», «Крылья любви» и «Соледад».

## Фильмография
- 1989 — Жаворонок / La alondra (RCTV International)
- 1990 — Гардения / Gardenia (RCTV International) — Лусия
- 1992 — Кассандра / Kassandra (RCTV International) — Андреина Ароча / Кассандра
- 1993 — Сладкая иллюзия / Dulce Ilusion (RCTV International) — Мария
- 1995 — Мечты и зеркала / Sueños y espejos (RTI) — Мариана
- 1997 — В поисках истины / Cambio de piel (RCTV International) — Даниэлла Мартинес
- 1999 — Мария Эмилия, любимая / María Emilia: Querida (ATV) — Мария Эмилия
- 2000 — Крылья любви / Amor Latino — Рози
- 2001 — Соледад / Soledad (America Producciones) — Соледад Диас Кастильо
- 2004 — Любовь прекрасна / Amor del Bueno (Venevision International) — Моника
- 2005 — Лорена / Lorena (RCN Television) — Лорена Морантес
- 2008 — Последний счастливый брак / El Ultimo Matrimonio Feliz (RCN Television) — Камила
- 2010 — Шпионка / La Pola (RCN Television) — Мариана Риос
- 2013 — Пять свободных вдов / 5 Viudas Sueltas (Caracol Televisión) — Вирджиния Масуера